# یلنا سافونووا
یلنا سافونووا (روسی: Елена Всеволодовна Сафонова؛ زادهٔ ۱۴ ژوئن ۱۹۵۶) یک هنرپیشه اهل روسیه است.
از فیلم‌ها یا برنامه‌های تلویزیونی که وی در آن نقش داشته است می‌توان به چشمان سیاه اشاره کرد. سافونووا برنده جایزه دیوید دی دوناتلو بهترین بازیگر زن در سال ۱۹۸۸ شده است.